# Nuri Dersimi
Mehmet Nuri Dersimi, né en 1893 à Dersim (Empire ottoman) et mort en 1973 à Alep (Syrie), surnommé Baytar Nuri (littéralement le « vétérinaire Nuri »), est un intellectuel nationaliste kurde, de confession alévie.

## Biographie
Mehmet Nuri Dersimî est le fils d'un professeur mélomane proche de l'influent chef tribal Seyid Rıza.
En 1911, il part étudier la médecine à Constantinople, et s'investit dans le nationalisme kurde dans les clubs politiques qui fleurissent alors parmi les élites intellectuelles kurdes occidentalisées. Durant la Première guerre mondiale, il travaille dans la région de l'Anatolie centrale comme vétérinaire militaire. Il retourne ensuite à Constantinople pour terminer ses études.
Le 30 décembre 1918, il participe à la fondation de l'Association pour le Relèvement du Kurdistan (Kürdistan Teali Cemiyeti, KTC) qui œuvre pour l'indépendance kurde. Il est alors envoyé à Sivas pour organiser la révolte de Koçgiri (1920-1921). Cette révolte est un échec et il est obligé de se réfugier à Dersim, auprès de Seyid Rıza. Il participe à l’organisation d'une nouvelle révolte : celle de Dersim (1937-1938), qui se termine par un véritable massacre. Son association est dissoute par le Parlement turc et il doit s'exiler en Syrie.
Il a écrit deux importants ouvrages dans lesquels il relate sa vie et la lutte des nationalistes kurdes. Il était partisan de l'union des Kurdes alévis et sunnites. Dans son premier livre, il rédige une lettre qui demande à la « jeunesse kurde » de poursuivre le combat. Il meurt en 1973 et son corps est inhumé à Afrin.

## Ouvrages
- (tr) Nuri Dersimi, Kürdistan Tarihinde Dersim, Alep, Ani Matbaasi, 1952, 270 p. (lire en ligne)
- (tr) Nuri Dersimi, Hatıratım, Stockholm, Roja Nû, 1986, 212 p. (lire en ligne)